# Музей на Илинденското въстание и Крушевската република
Музеят на Илинденското въстание и Крушевската република (на македонска литературна норма: Музеј на Илинденското востание и Крушевската Република) е отворен на 2 август 1953 година в Крушево, Северна Македония, по повод 50-а годишнина от избухването на Илинденското въстание и обявяването на Крушевската република. Помещава се в къщата на Гьоре Макрев Гарски - дядо на Наум и Георги Томалевски. Къщата е разрушена от сръбските власти след Първата световна война и възстановена по-късно.
Сред експонатите, изложени в музея, са важни документи от епохата на революционните борби на ВМОРО в Крушево, а също и фотографии на временното правителство на града - съветът на републиката, и въстаническите чети, карти, предмети на Никола Карев и Питу Гули, макети, Крушевският манифест, отзиви за Илинденското въстание и Крушевската република в международния печат, останки от опожарената по време на въстанието църква „Свети Никола“. Събрана е и информация за избитите жители на Крушево и нанесените му материални щети от турската войска при превземането на града.
Георги Томалевски пише за родния си дом:
| „ | Незабравима е къщата, в която живея. Тя е иззидана от камък, с дебели стени, с гъсто наредени прозорци, които в долния кат имат дървени решетки. Тази къща е на два ката, които са сякаш два свята. Долу е по-тъмно, по-семпло наредено и сякаш по-строго. Хладният трем е постлан с широки плочи, вратите са по-ниски и двету стаи са настлани с папрат, върху която има дебели, пъстри, влакнести черги. Ва насрещната стена на едната от тия две стаи, която се намира вляво от трема, има широко огнище. В него всякога святка огън, а на стената има стар стенен часовник, скърцащите секунди на който брои наум моята стара деветдесетгодишна баба, свита ва купчина в постелята - безмълвна и сляпа. Горе е по-друго: дървената стълба, която леко прискърцва от стъпките на всеки човек, спира до широк вестибюл с балкон. Наоколо има врати, които водят за три стаи. В тая горница царува мълчалива и сериозна спретнатост. Стаите са хладни, изпълнени с приятна белина, която се излива меко през белите завеси на прозарците, наситени с миризмата на плодове, босилек и нещо друго, което гали обонянието и сърцето - нещо скъпо и свято със своята чистота и кротка сила. Струва ми се, че този дом има своя душа. Аз не зная кога е иззидана тази къща на дядо ми, но тя има у себе ди нещо гордо и достойно. | “ |